# Adrian Fein
Adrian Markus Fein (* 18. März 1999 in München) ist ein deutscher Fußballspieler, der überwiegend im defensiven Mittelfeld eingesetzt wird. Er steht aktuell beim SSV Jahn Regensburg unter Vertrag.

## Karriere

### Vereine

#### Jugend in München
Fein wurde in München geboren und begann als Vierjähriger beim SV Helios im Stadtteil Daglfing mit dem Fußballspielen. Nach einem Jahr beim TSV 1860 trat er mit sieben Jahren in das Nachwuchsleistungszentrum des FC Bayern München ein, wo er fortan 11 Jahre lang ausgebildet wurde.
Nachdem er im Mai 2017 mit den A-Junioren (U19) des FC Bayern München das Finale der Deutschen A-Junioren-Meisterschaft in Dortmund im Elfmeterschießen gegen die gastgebende Borussia knapp verloren hatte, rückte der meist im zentralen Mittelfeld eingesetzte Fein zur Saison 2017/18 in die Amateurmannschaft des Rekordmeisters auf, kam aber auch zu ersten Kurzeinsätzen für die Profimannschaft in der Saisonvorbereitung. Bis auf einige Partien, die er verletzungsbedingt verpasste, war er Stammspieler in der zweiten Mannschaft, bestritt 27 Regionalligaspiele und erzielte ein Tor. Als Vizemeister verpasste Fein mit der Mannschaft mit neun Punkten Rückstand auf den Stadtrivalen TSV 1860 München die Aufstiegsrelegation zur 3. Liga. In der Winterpause jener Saison reiste der Mittelfeldspieler mit der Profimannschaft des FC Bayern ins Trainingslager nach Katar und kam dort in einem Spiel gegen den belgischen Erstligisten KAS Eupen zu einem Kurzeinsatz. Im Saisonverlauf bestritt er zudem noch einzelne Spiele für die A-Junioren.

#### Auf Leihbasis in der 2. Bundesliga
Im Juli 2018 unterschrieb Fein einen bis 2021 gültigen Profivertrag beim FC Bayern München. Nach sechs weiteren Einsätzen in der Regionalliga Bayern wurde er im September bis zum Ende der Saison 2018/19 an den Zweitligisten SSV Jahn Regensburg verliehen, um Spielpraxis im Profibereich zu sammeln. In Regensburg kam Fein unter Achim Beierlorzer zu 21 Zweitligaeinsätzen (davon zwölf in der Startelf).
Zur Saison 2019/20 wurde Fein innerhalb der 2. Bundesliga für ein Jahr an den Hamburger SV weiterverliehen. Unter dem Cheftrainer Dieter Hecking entwickelte er sich im zumeist gespielten 4-3-3-System sofort zum Stammspieler als Sechser. Insbesondere in der Hinrunde konnte Fein mit starken Leistungen auf sich aufmerksam machen. Der Kicker bewertete ihn nach dem 17. Spieltag mit einer Durchschnittsnote von 2,88 hinter den Bielefeldern Jonathan Clauss (2,77) und Manuel Prietl (2,78) als drittbesten Mittelfeldspieler der Liga. In der Winterpause verlängerte er seinen Vertrag beim FC Bayern bis zum 30. Juni 2023. In der Rückrunde ließen Feins Leistungen und die der gesamten Mannschaft, die nach der Hinrunde noch auf einem direkten Aufstiegsplatz gestanden hatte, stark nach. Außerdem verpasste der Mittelfeldspieler 2 Spiele aufgrund eines Jochbeinbruchs. Am Saisonende verpasste der HSV auf dem 4. Platz wie im Vorjahr den Wiederaufstieg, woraufhin Fein den Verein mit seinem Vertragsende verließ. Er absolvierte 31 Zweitligaspiele (29-mal von Beginn) und erzielte ein Tor.

#### Über München nach Eindhoven
Im Sommer 2020 kehrte Fein zunächst zum FC Bayern München zurück und gehörte seither dem Kader der ersten Mannschaft von Hansi Flick an. Ende September 2020 gewann er mit dem UEFA Super Cup seinen ersten Titel, wurde beim 2:1-Sieg gegen den FC Sevilla allerdings nicht eingesetzt. Wenige Tage später folgte erneut ohne Einsatz der Gewinn des DFL-Supercups. Da Fein im Mittelfeldzentrum hinter Joshua Kimmich, Leon Goretzka, Corentin Tolisso, Javi Martínez und dem Neuzugang Marc Roca keine Chance auf Spielzeit gehabt hätte und bis dahin lediglich zu einem Einsatz in der zweiten Mannschaft in der 3. Liga (ein Tor) gekommen war, wechselte er Anfang Oktober 2020 kurz vor dem Ende der Transferperiode bis zum Ende der Saison 2020/21 auf Leihbasis zum niederländischen Erstligisten PSV Eindhoven. Bei der PSV traf der Mittelfeldakteur mit Vincent Müller, Lars Unnerstall, Timo Baumgartl, Philipp Max und Mario Götze auf fünf deutsche Mitspieler sowie auf das deutsche Trainerteam um Roger Schmidt. Fein konnte sich nicht durchsetzen und kam auf 13 Einsätze in der Eredivisie, in denen er nur 4-mal in der Startelf stand und ein Tor erzielte. Hinzu kamen 3 Einwechslungen in der Europa League sowie 2 im KNVB-Pokal.

#### Über Fürth nach Dresden
Zur Vorbereitung auf die Saison 2021/22 kehrte Fein zunächst zum FC Bayern zurück, der fortan von Julian Nagelsmann trainiert wurde. Nach einigen Trainingseinheiten wechselte er für ein Jahr auf Leihbasis zur SpVgg Greuther Fürth, die zuvor in die Bundesliga aufgestiegen war. Bei den Franken, die bis zum 15. Spieltag sieglos blieben, kam der Münchner auf lediglich 29 Einsatzminuten in 3 Ligaspielen sowie ein Pokalspiel. Trainer Stefan Leitl setzte auf der Position des Sechsers auf einen weiteren Neuzugang, Sebastian Griesbeck, für den zum Hinrundenende hin Max Christiansen nachrückte, als Griesbeck in der Innenverteidigung gebraucht wurde.
Ende Januar 2022 wurde Fein am letzten Tag der Transferperiode bis zum Ende der Zweitligasaison 2021/22 an Dynamo Dresden weiterverliehen. Aufgrund von Oberschenkelproblemen und den Nachwirkungen einer COVID-19-Erkrankung kam er weder unter Alexander Schmidt noch unter dessen Nachfolger Guerino Capretti zum Einsatz und stand nur einmal im Spieltagskader. Dynamo Dresden blieb nach der Winterpause sieglos und belegte am Saisonende den 16. Platz. In der Relegation stieg man gegen den 1. FC Kaiserslautern in die 3. Liga ab. Fein verließ den Verein daraufhin mit seinem Vertragsende.

#### Rückkehr in die Niederlande
Im Juli 2022 nahm Fein kurzzeitig am Training des Los Angeles FC aus der Major League Soccer teil. Ein geplanter Wechsel kam aber aus nicht näher genannten Gründen nicht zustande. Beim FC Bayern spielte Fein in der Folge keine Rolle und wurde auch nach dem Saisonstart nicht im Profikader gelistet. Ende August 2022 kehrte er in die niederländische Eredivisie zurück und wechselte zum Aufsteiger Excelsior Rotterdam, bei dem er einen Vertrag bis zum 30. Juni 2024 mit der Option auf ein weiteres Jahr unterschrieb.

#### Stationen in Verl und Mannheim
Ende Januar 2024 kehrte er zurück nach Deutschland zum Drittligisten SC Verl. Dort kam er bis zum Saisonende auf acht Einsätze, bis auf einen davon die meisten als Einwechselspieler. Im Sommer 2024 verließ er den Verein daraufhin wieder und schloss sich stattdessen dem Ligakonkurrenten SV Waldhof Mannheim an. Im Sommer 2025 verließ er Mannheim.

#### Rückkehr nach Regensburg
Mitte August 2025 kehrte Fein zum SSV Jahn Regensburg zurück und unterschrieb einen Vertrag bis zum 30. Juni 2026.

### Nationalmannschaft
Fein spielte viermal für die U18 und siebenmal für die U19-Nationalmannschaft, mit der er sich aber nicht für die U19-Europameisterschaft 2018 in Finnland qualifizieren konnte. Im Oktober 2018 bestritt er ein Spiel für die U20-Nationalmannschaft. Sein Debüt für die U21-Nationalmannschaft am 5. September 2019 beim 2:0-Sieg über die Nationalmannschaft Griechenlands währte 45 Minuten lang.

## Erfolge
- UEFA-Super-Cup-Sieger: 2020 (ohne Einsatz)
- DFL-Supercup-Sieger: 2020 (ohne Einsatz)

## Sonstiges
Sein Vater ist Fan des TSV 1860. Trotzdem stellte er den Kontakt zum damaligen Jugendscout des Lokalrivalen FC Bayern München, Hermann Hummels (Vater von Mats und Jonas), her, so dass der Wechsel zustande kam.
Im Mai 2017 absolvierte Fein am Münchner Theodolinden-Gymnasium die Abitur-Prüfungen.